# Нюрнбергер, Вольдемар
Вольдемар Нюрнбергер (нем. Woldemar Nürnberger; 1 октября 1818 — 17 апреля 1869) — германский медик и писатель
; многие свои произведения издал под псевдонимом M. Solitaire.
Начальное образование получил дома, затем учился в гимназии в Ландсберге. С 1838 году изучал медицину в Берлине, Лейпциге и Галле. После завершения обучения несколько лет путешествовал по Германии, Нидерландам, Швейцарии, Истрии, Италии, югу Франции и Алжиру. В 1843 году получил в Берлине степень доктора медицины, после вернулся в Ландсберг и до конца жизни занимался частной врачебной практикой. В свободное время писал литературные произведения, был сравнительно продуктивным писателем.
Написал ряд рассказов, пьес, романов: «Josephus Faust», «Charitinnen», «Physiologie der Taverne», «Die beiden Finkenstein», «Bilder der Nacht», «Die Tragödie auf der Klippe», «Die Fahrt zur Königin von Britannia», «Alte Bilder in neuen Rahmen. Der Gang zum Leman», «Trauter Herd u. fremde Wege», «Dunkler Wald und Gelbe Düne», «Erzählungen bei Nacht», «Erzählungen bei Licht», «Diana-Diaphana», «Erzählungen beim Mondenschein» (1865). Тематикой большинства его произведений были всевозможные мрачные романтические сюжеты или неприглядные стороны современной ему общественной жизни, в том числе страдания нищих и коррупция среди властей.